# Neoantistea aspembira
Espèce
Neoantistea aspembira est une espèce d'araignées aranéomorphes de la famille des Hahniidae.

## Distribution
Cette espèce est endémique de Veracruz au Mexique,. Elle se rencontre vers Atotonilco de Calcahualco et Xamactipac de Calcahualco.

## Description
Le mâle holotype mesure 2,9 mm et la femelle paratype 2,5 mm, les mâles mesurent de 2,1 à 2,9 mm et les femelles de 2,3 à 2,7 mm.

## Systématique et taxinomie
Cette espèce a été décrite par Galán-Sánchez et Álvarez-Padilla en 2017.

## Publication originale
- Galán-Sánchez & Álvarez-Padilla, 2017 : « Three new species of comb-tailed spiders (Araneae: Hahniidae) from a Mexican oak forest with comments on their natural history and sexual behavior. » The Journal of Arachnology, vol. 45, no 3, p. 376-394.